# Nematostylis
Nematostylis là một chi thực vật có hoa trong họ Thiến thảo (Rubiaceae).

## Loài
Chi Nematostylis gồm các loài: